# Торпедо (Лубни)
«Торпедо» — український радянський футбольний клуб із Лубен.

## Колишні назви
- «Батьківщина» (1947—1952)
- «Салют» (1953)
- «Торпедо» (1954—1958)
- «Авангард» (1958—1960)
- «Торпедо» (1960—1991)

## Історія
У 1947 році на верстатобудівному заводі «Комунар» була створена футбольна команда «Батьківщина», яка відразу ж взяла участь у Чемпіонаті Полтавщини, а вже в 1949 році вийшла до фінального турніру чемпіонату, де посіла сьоме місце. В 1952 році прийшли успіхи й у розіграші Кубка Полтавщини: «Батьківщина» дійшла до фіналу, де поступилася полтавському «Локомотиву» з рахунком 1:6. Головним тренером команди в ті роки був Леонід Волков. Провідні гравці: Юрій Войнаховський, Олександр Праченко, Микола Свергуненко, Володимир Хохлов, Леонід Якуба. В подальшому команда заводу «Комунар» змінює назву на «Салют», а у 1954 році — на «Торпедо».
У 1958 році комунарівці вже під назвою «Авангард» (яка протрималася лише два роки) вийшли у фінал Кубка області, де знов поступилися полтавському «Локомотиву» 0:3. У 1960 році команду очолив колишній голкіпер Михайло Юхимович Нежинський, який 30 років керував колективом і виховав багато відомих лубенських футболістів. Під його керівництвом «Торпедо» у 1963 році ще раз грало у фіналі Кубка області, де поступилося кременчуцькому «Авангарду» з рахунком 0:3. Провідними гравцями «Торпедо» в 60-х роках були Михайло Грузман, Геннадій Степанов, Валерій Даценко, Яків Рожко, Валерій Ульріх, Павло Акулов, Володимир Маковський.
У 1970–1980-ті роки «Торпедо» регулярно брало участь в обласних турнірах, але особливих успіхів не досягало. В 1991 році команда востаннє взяла участь у Чемпіонаті області, посівши сьоме місце.

## Досягнення
Кубок Полтавської області
- Фіналіст (3): 1952, 1958, 1963